# Бэтмен (фильм, 1966)
«Бэтмен» (англ. Batman) — приключенческий фильм 1966 года режиссёра Лесли Х. Мартинсона, снятый по комиксам Боба Кейна о супергероях Бэтмене и Робине. Фильм снимался на волне успеха первого сезона одноимённого телесериала. Роли в фильме исполнили те же актёры, что и в телесериале. Бюджет фильма составил 1 540 000 долларов .
Слоган фильма: «MEN DIE! WOMEN SIGH! Beneath that Batcape — he’s all man!»

## Сюжет

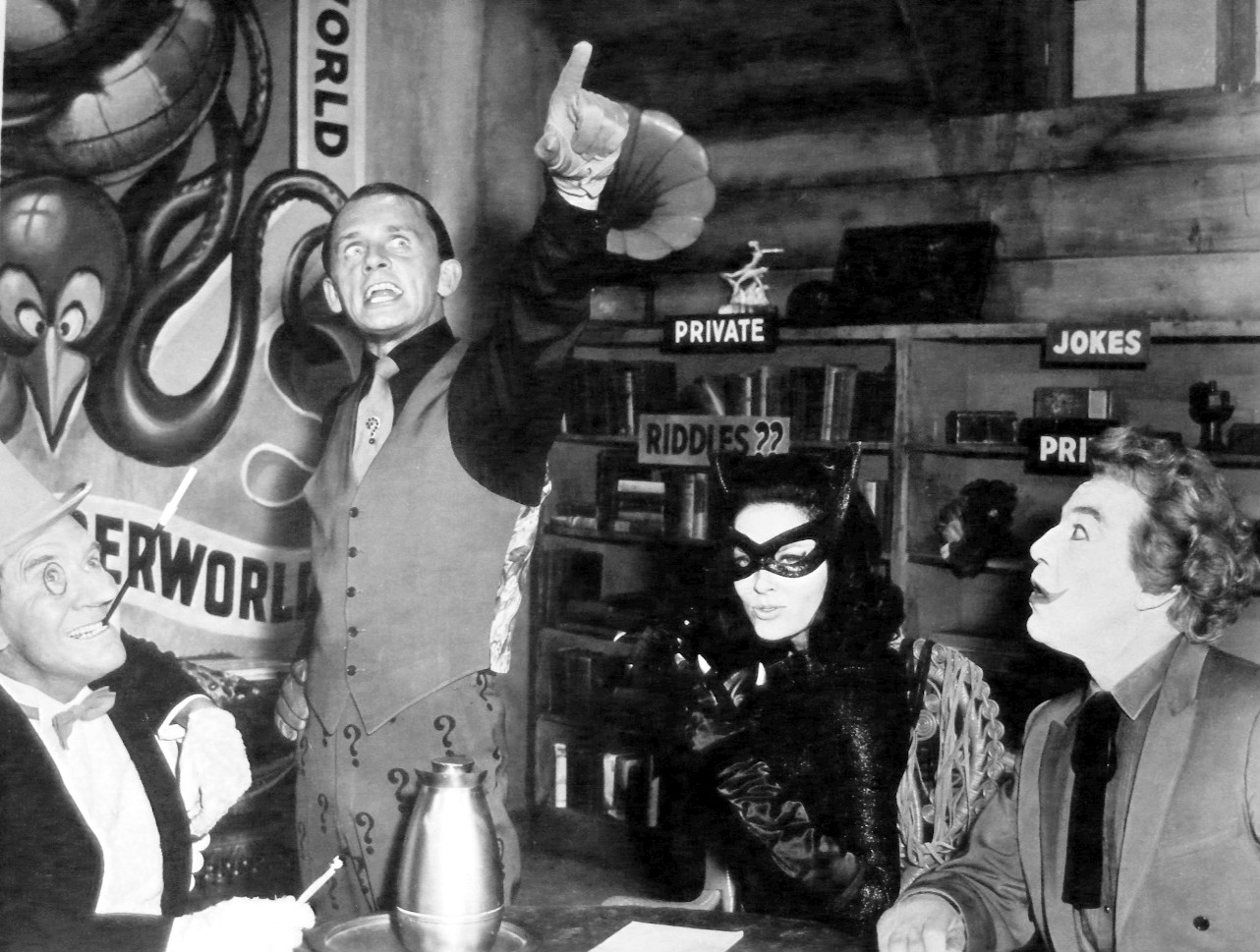
Злодеи фильма, слева направо: Пингвин, Загадочник, Женщина-кошка и Джокер.

Когда Бэтмен и Робин получают сообщение, что командор Шмидлапп находится в опасности на борту своей яхты, они начинают спасательную миссию, используя Бэткоптер. Когда Бэтмен спускается по лестнице, чтобы приземлиться на яхту, та внезапно исчезает. Он поднимается из моря с акулой, пытающейся укусить его за ногу. Бэтмен использует бэт-спрей от акул, и акула взрывается. Бэтмен и Робин возвращаются в офис комиссара Гордона, где они делают вывод, что это — дело рук четырёх самых могущественных злодеев в Готэм-Сити (Джокер, Пингвин, Загадочник и Женщина-кошка).
Четверка получает дегидратор, который может превратить людей в пыль (изобретение Шмидлаппа, который не знает, что его похитили) и подводную лодку, внешне напоминающую пингвина. Выясняется, что яхта была проекцией. Когда Бэтмен и Робин возвращаются к бую, маскирующему проектор, их притягивет магнитом, а в буй запускаются ракеты. Они используют радио-детонатор, чтобы уничтожить две ракеты, а дельфин жертвует собой, чтобы перехватить последнюю. Женщина-кошка, замаскированная под советскую журналистку по имени «Мисс Китка», помогает группе похитить Брюса Уэйна и делает вид, что её похитили вместе с ним, для того, чтобы заманить Бэтмена и прикончить его (не зная, что Брюс Уэйн и есть Бэтмен). После того, как Брюс бежит из плена, Пингвин маскируется под командора и хочет попасть в Бэт-пещеру. Этот план терпит неудачу, когда приспешники неожиданно исчезают после удара: Пингвин ошибочно регидрировал их тяжелой водой.
В конечном счете, Бэтмен и Робин не смогли предотвратить похищение членов Совета Безопасности ООН. Пустившись в погоню на Бэт-подлодке, чтобы поймать их (и Мисс Китку, так как они думают, что она все ещё пленник), Робин использует звуковое оружие, чтобы отключить подводную лодку Пингвина и заставить её выйти на поверхность, где начинается кулачный бой. Хотя Бэтмен и Робин побеждают, Бэтмен убит горем, когда узнает, что его любовь Мисс Китка на самом деле Женщина-кошка, когда её маска падает. Командор Шмидлапп случайно разбивает флаконы, содержащие порошкообразных членов Совета, смешивая их вместе.
Бэтмен приступает к работе, создавая сложный фильтр для разделения смешанной пыли. Робин спрашивает его, не в интересах ли им изменить образцы пыли, чтобы люди больше не могли вредить друг другу. В ответ Бэтмен говорит, что они не могут этого сделать, напоминая Робину о судьбе приспешников Пингвина, и стоит только надеяться на то, что люди вообще научатся жить вместе мирно.
Весь мир наблюдает за тем, как члены Совета Безопасности восстанавливаются. Все они восстанавливаются живыми и здоровыми, продолжая ссориться между собой и полностью забывая о своем окружении, но каждый из них теперь говорит на языке и демонстрирует стереотипные манеры нации, отличной от своей собственной. Бэтмен спокойно выражает Робину свою искреннюю надежду, что это «смешение умов» принесёт больше пользы, чем вреда. Дуэт спокойно покидает штаб-квартиру ООН, вылезая из окна и спускаясь по своим бэт-тросам.

## В ролях
- Адам Уэст — Бэтмен / Брюс Уэйн
- Берт Уорд — Робин / Дик Грейсон
- Ли Меривезер — Женщина-кошка / Мисс «Китка»
- Сесар Ромеро — Джокер
- Бёрджесс Мередит — Пингвин
- Фрэнк Горшин — Загадочник
- Алан Напье — Альфред Пенниуорт
- Нил Хэмилтон — комиссар Джеймс Гордон
- Стаффорд Репп — шеф О’Хара
- Мэдж Блейк — тётя Гарриет Купер
- Ван Уильямс — президент, озвучка
- Уильям Дозье — рассказчик, озвучка (нет в титрах)

## Производство
В актёрский состав фильма вошло большинство исполнителей одноимённого телесериала: Адам Уэст, Берт Уорд, Алан Напье, Нил Хэмилтон, Стэффорд Реп, Сесар Ромеро, Бёрджесс Мередит — все они снялись в соответствующих ролях. Предполагалось, что Женщины-кошку сыграет Джули Ньюмар, исполнившая эту роль в двух сериях второго сезона, но она не смогла принять участие в съёмках и была заменена победительницей конкурса красоты «Мисс Америка» 1955 Ли Меривезер.

## Премьеры
- США — 30 июля 1966 года
- Италия — 26 октября 1966 года
- Нидерланды — 8 декабря 1966 года
- Финляндия — 9 декабря 1966 года
- Великобритания — 16 декабря 1966 года
- Швеция — 24 декабря 1966 года
- Германия — 10 февраля 1967 года
- Япония — 11 марта 1967 года
- Дания — 5 апреля 1967 года
- Гонконг — 3 августа 1967 года
- Франция — 6 сентября 1967 года
- Испания — 2 июля 1979 года